# Hans Wagner
Hans Wagner (6 de octubre de 1949) es un deportista alemán que compitió en bobsleigh en la modalidad cuádruple. Ganó una medalla de oro en el Campeonato Mundial de Bobsleigh de 1979, y una medalla de oro en el Campeonato Europeo de Bobsleigh de 1976.

## Palmarés internacional
| Campeonato Mundial | Campeonato Mundial   | Campeonato Mundial | Campeonato Mundial |
| Año                | Lugar                | Medalla            | Prueba             |
| ------------------ | -------------------- | ------------------ | ------------------ |
| 1979               | Königssee (RFA)      | Medalla de oro     | Cuádruple          |
| Campeonato Europeo |                      |                    |                    |
| Año                | Lugar                | Medalla            | Prueba             |
| 1976               | Sankt Moritz (Suiza) | Medalla de oro     | Cuádruple          |